# Fort Meade (Floride)
Pour les articles homonymes, voir Fort Meade.
Fort Meade est une ville américaine située dans le comté de Polk, en Floride.

## Historique

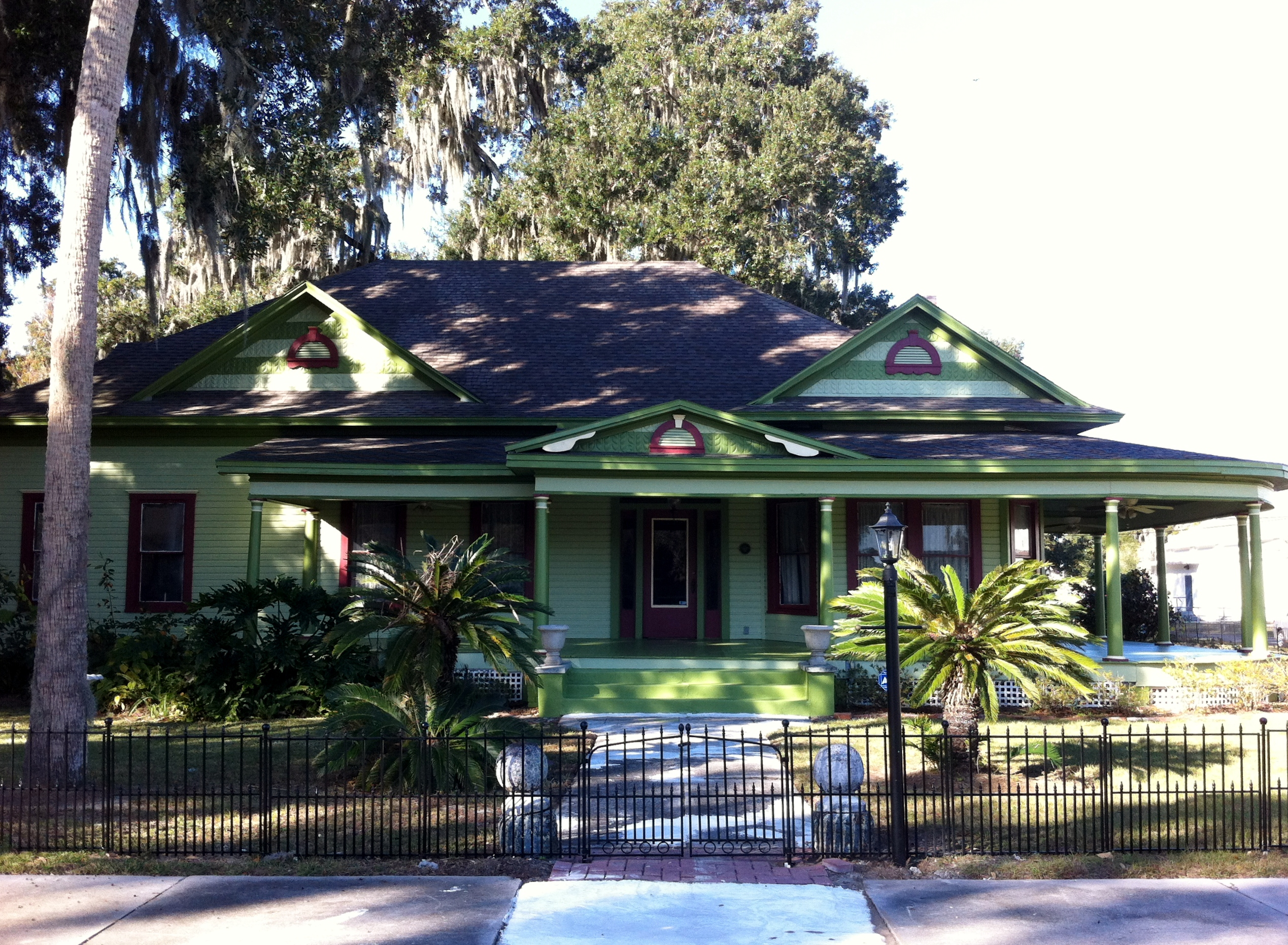
La Williams House/R.C. McClellan construite vers 1898.

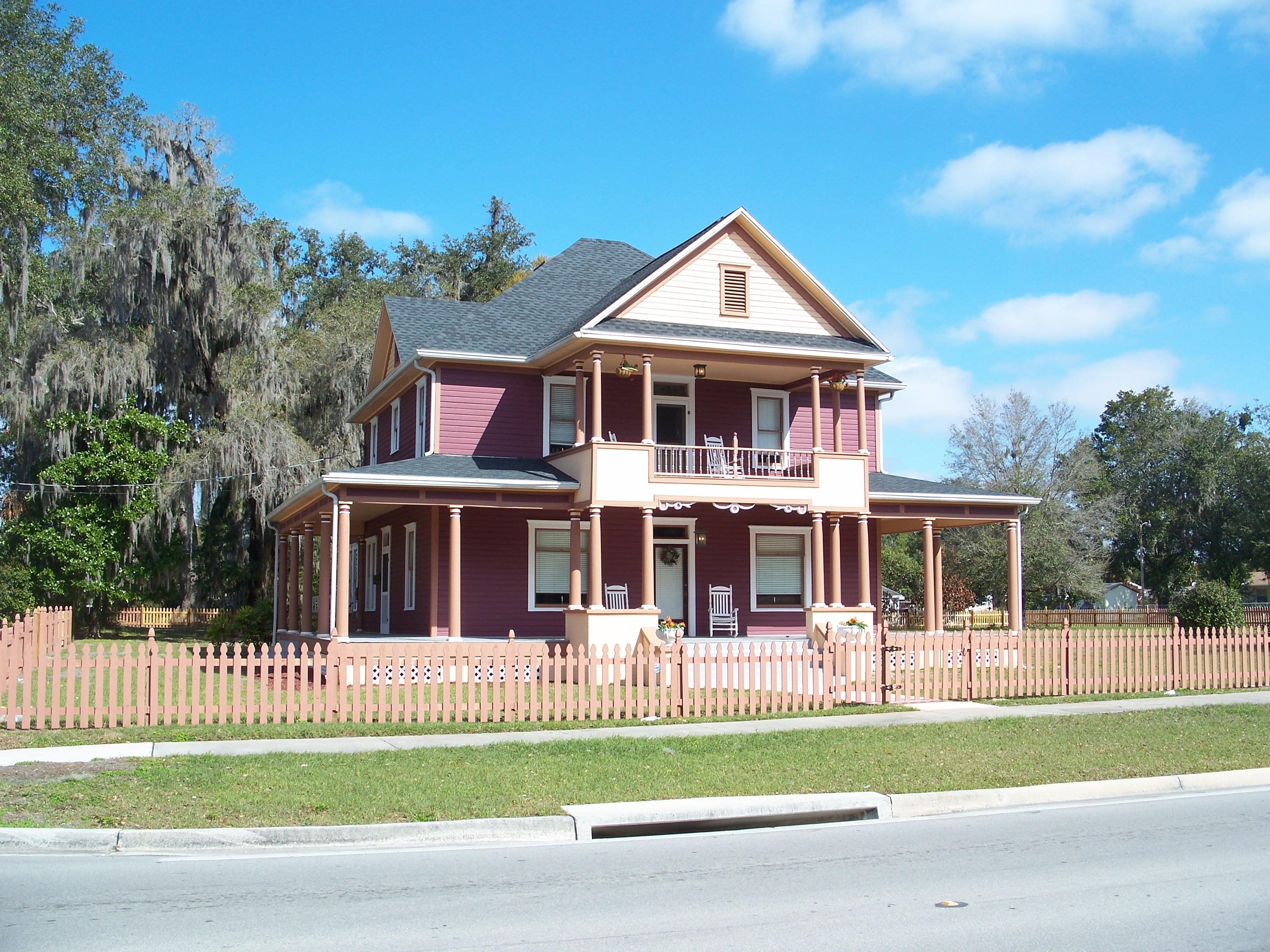
La Reid House historique construite vers 1900.

## Démographie
| 1880 | 1890 | 1900 | 1910  | 1920  | 1930  |
| ---- | ---- | ---- | ----- | ----- | ----- |
| 105  | 267  | 261  | 1 165 | 2 029 | 1 981 |

| 1940  | 1950  | 1960  | 1970  | 1980  | 1990  |
| ----- | ----- | ----- | ----- | ----- | ----- |
| 1 992 | 2 803 | 4 014 | 4 374 | 5 546 | 4 976 |

| 2000  | 2010  | - | - | - | - |
| ----- | ----- | - | - | - | - |
| 5 691 | 5 626 | - | - | - | - |